# Antonov An-74

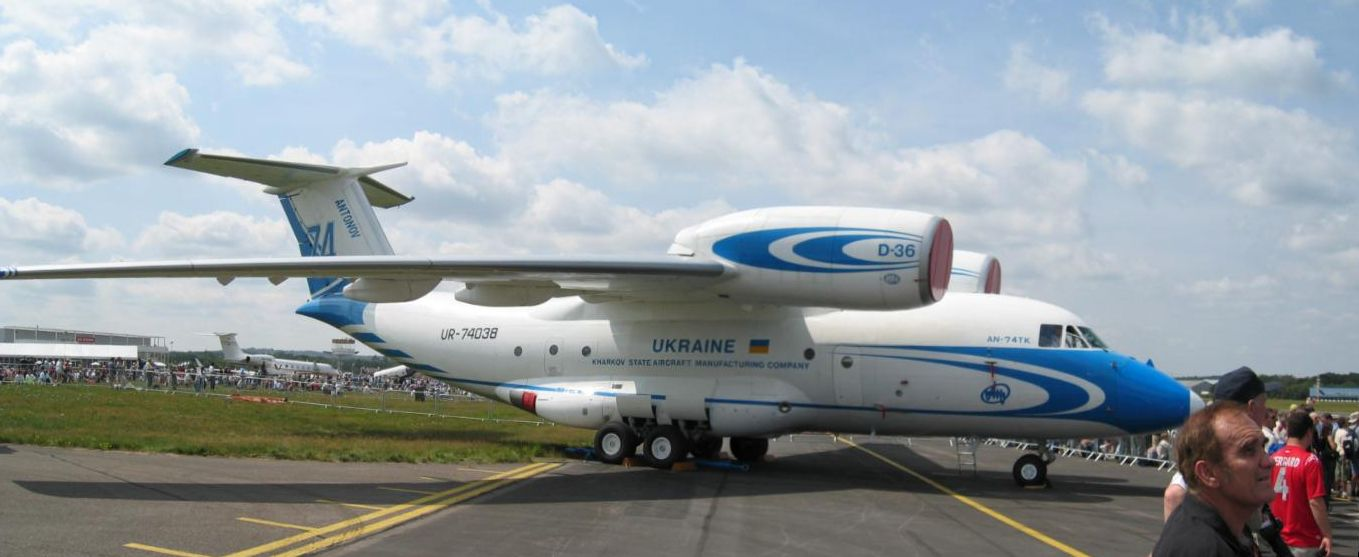
Antonov An-74TK på Farnbourough 2004

Antonov An 74 togs fram som en version av Antonov An-72 anpassad för arktiska förhållanden. Senare har Antonov använt beteckningen på ett antal olika modeller baserade på An-72/74-familjen, oberoende av om de är anpassade för arktiska förhållanden eller ej.

## Bakgrund
Inom Sovjetunionen hade intresset länge varit stort för arktiska flygningar, både för forskningsändamål och av en nödvändighet då det fanns många sibiriska bosättningar i områden med bristande infrastruktur som enklast kunde nås med flyg. Länge användes den åldrande Iljusjin Il-14 för Aeroflots flyglinjer i arktiska förhållanden. I samband med att Antonovs An-72 togs fram i slutet av 1970-talet togs ett beslut att producera en arktisk transportversion av planet. Planets korta startsträcka, högt monterade motorer och landställ för användande från opreparerade banor gjorde det till en utmärkt bas för att ta fram en modell för krävande flygning. 1983 var den första An-74 färdig.

## Utformning
An-74 skiljde sig på ett antal punkter från den ursprungliga An-72. Den största skillnaden på utsidan var en förlängd vinge, något som senare monterades på såväl nyare An-72-versioner som på An-71, samt en annorlunda nosprofil på tidiga varianter. Förbättrade avisningssystem för vingar, stjärtfena och motorer, kraftigt utökad bränslemängd, samt möjlighet att operera med såväl däck som skidor hör till övriga förändringar till själva planet, medan det fick ny avionik i form av avancerade navigeringssystem och förbättrad INS, internt navigeringssystem. Aeroflot opererar ofta planet i ett vitt-klarrött färgschema istället för det vanliga blå-vita, detta för ökad synlighet.

## Utveckling
Den ursprungliga varianten, benämnd enbart An-74, var en utpräglad arktisk variant för understöd av forskarlag och arktiska forskningsstationer. Vidare utveckling ledde fram till fraktvarianten An-74-200, utrustad med vinsch och rullband monterade i golvet i lastutrymmet. Dessutom ökades högsta tillåtna lastmängd till 10 ton. Fraktversionerna An-74T-200 och An-74T-100 följde efter, den förstnämnda, en vidareutveckling med längre lastutrymme av An-74-200, skiljde sig från den senare i första hand på det faktum att An-74T-100 hade en navigatör i besättningen för operationer i svåra väderförhållanden. Modellbeteckningarna återspeglades i An-74TK-200 samt An-74TK-100, som var konvertibla frakt/passagerarplan med plats för 52 passagerare eller 10 ton last, även här den senare med navigatör i besättningen. En affärsjet för upp till sexton passagerare baserad på An-74 finns också att tillgå, då under beteckningen An-74P-100, ibland med tillnamnet Salon.

## Nuvarande produktion
2001 provflögs den nya modellen An-74TK-300. Den är framtagen för att möta moderna standarder vad gäller säkerhet och driftsekonomi, samt för att erbjuda ett enhetsplan i bemärkelsen att alla roller som tidigare generationer av An-74 fyllt nu kan fyllas med en variant med olika inredning. Dessa inkluderar fraktplan, konvertibelt frakt/passagerarplan, kombinerat frakt/passagerarplan, affärsjet samt flygande ambulans. Planet är utrustad med en ny variant, D-36-4A, av den D-36-motor som drivit tidigare versioner av planet. Det kännspaka motormontaget ovanpå vingen har på An-74TK-300 fått ge vika för ett mer traditionellt montage på pyloner under vingarna. Moderniseringsprogram av An-74T-200 har i sin tur lett fram till varianten An-74T-200A med modernare avionik.
Sammanlagt har mellan hundra och tvåhundrafemtio plan ur An-72/74-familjen tillverkats.

## Galleri

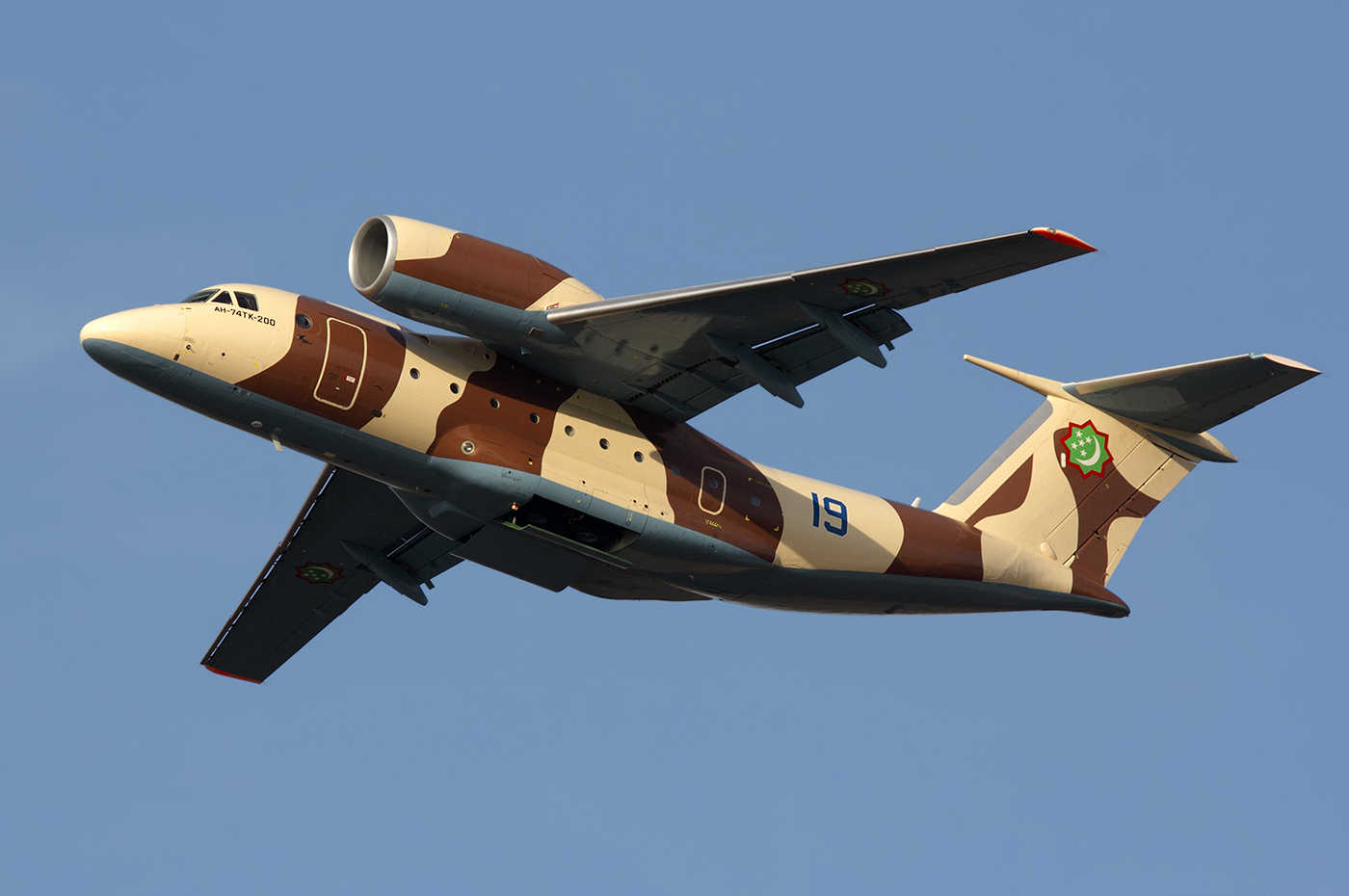
An-74TK-200
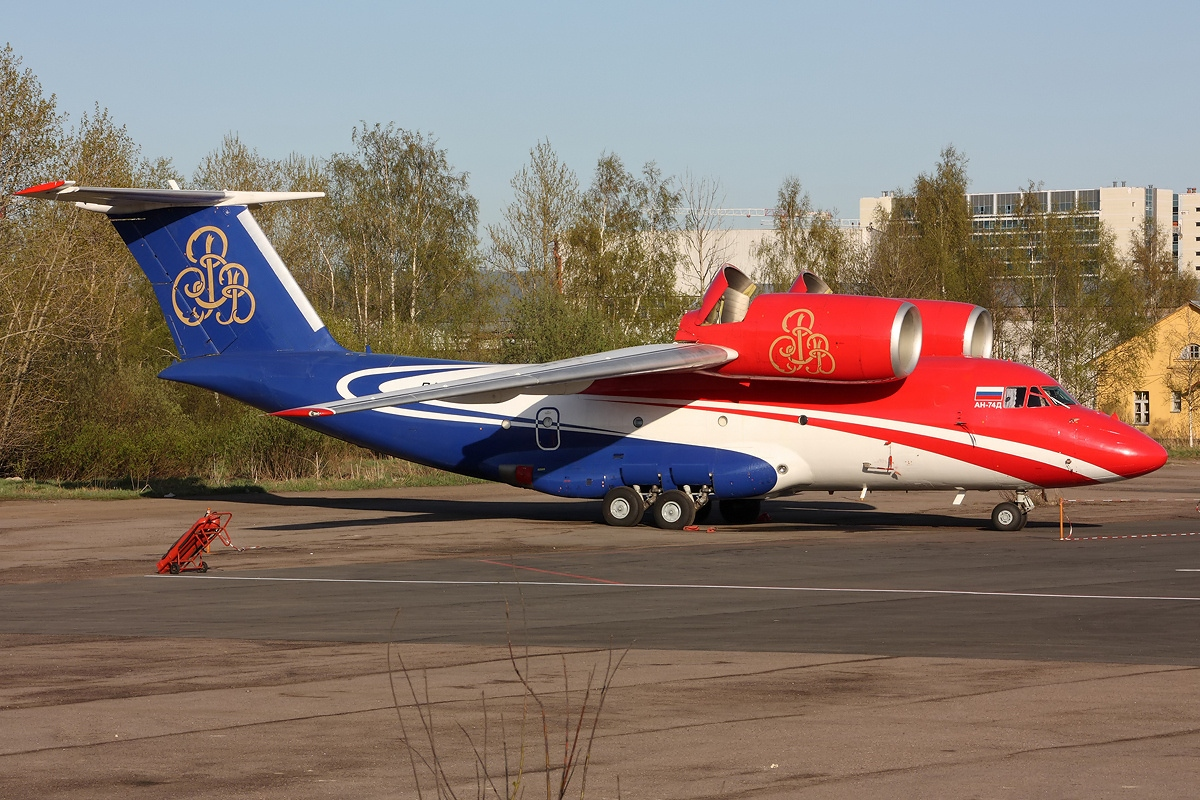
An-74D
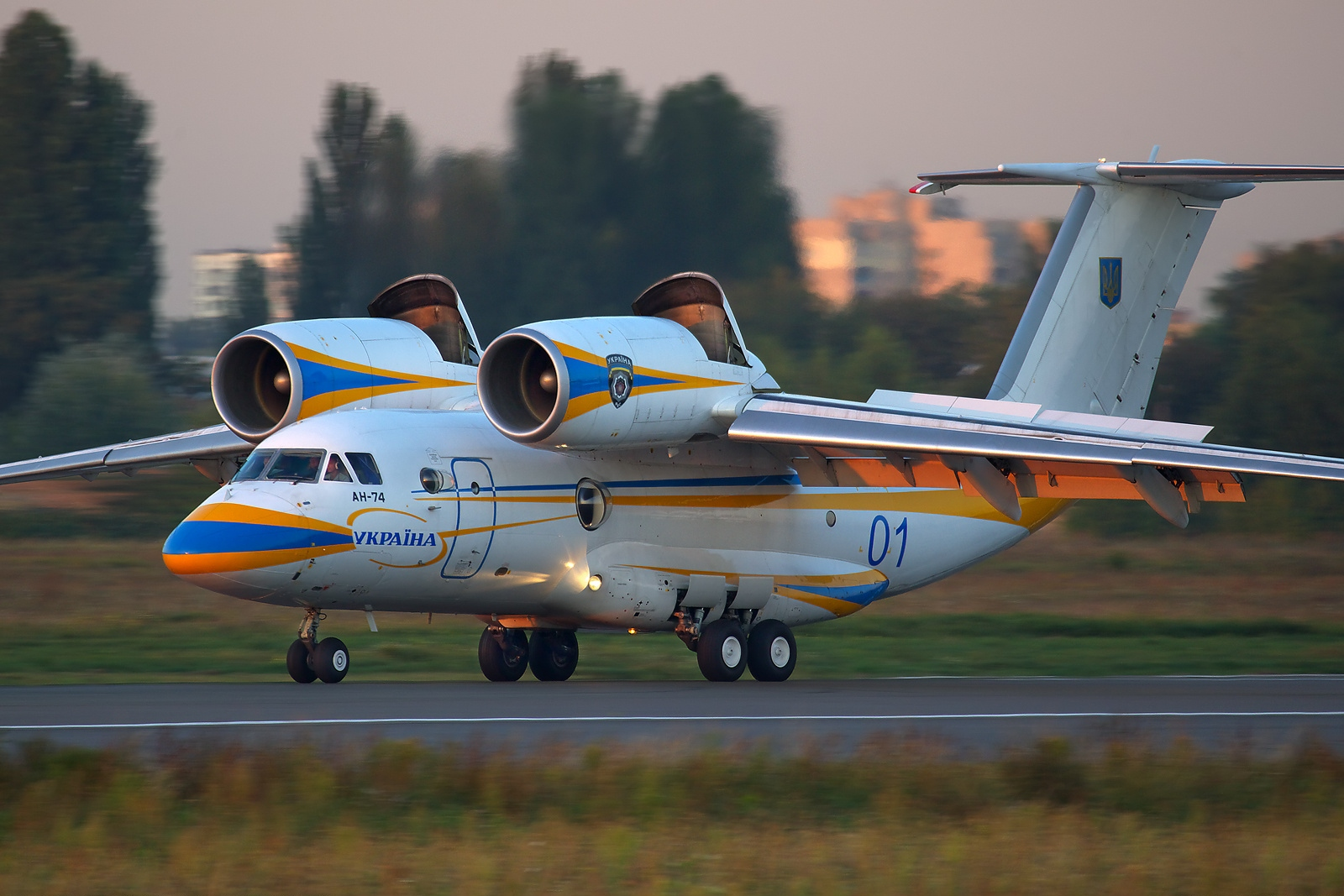
An-74TK-200VIP
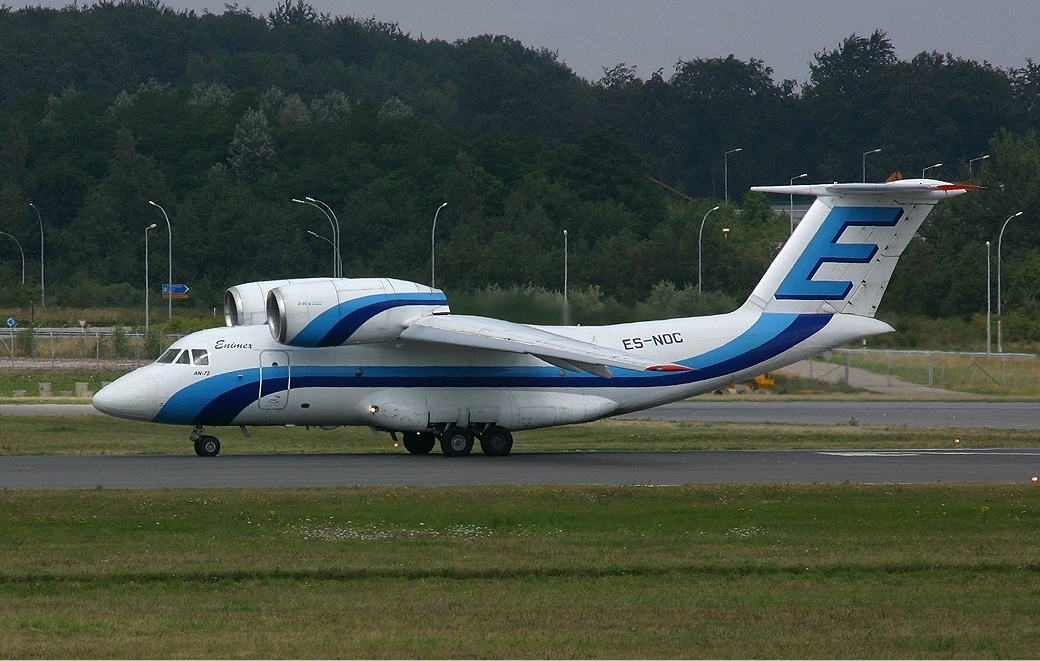
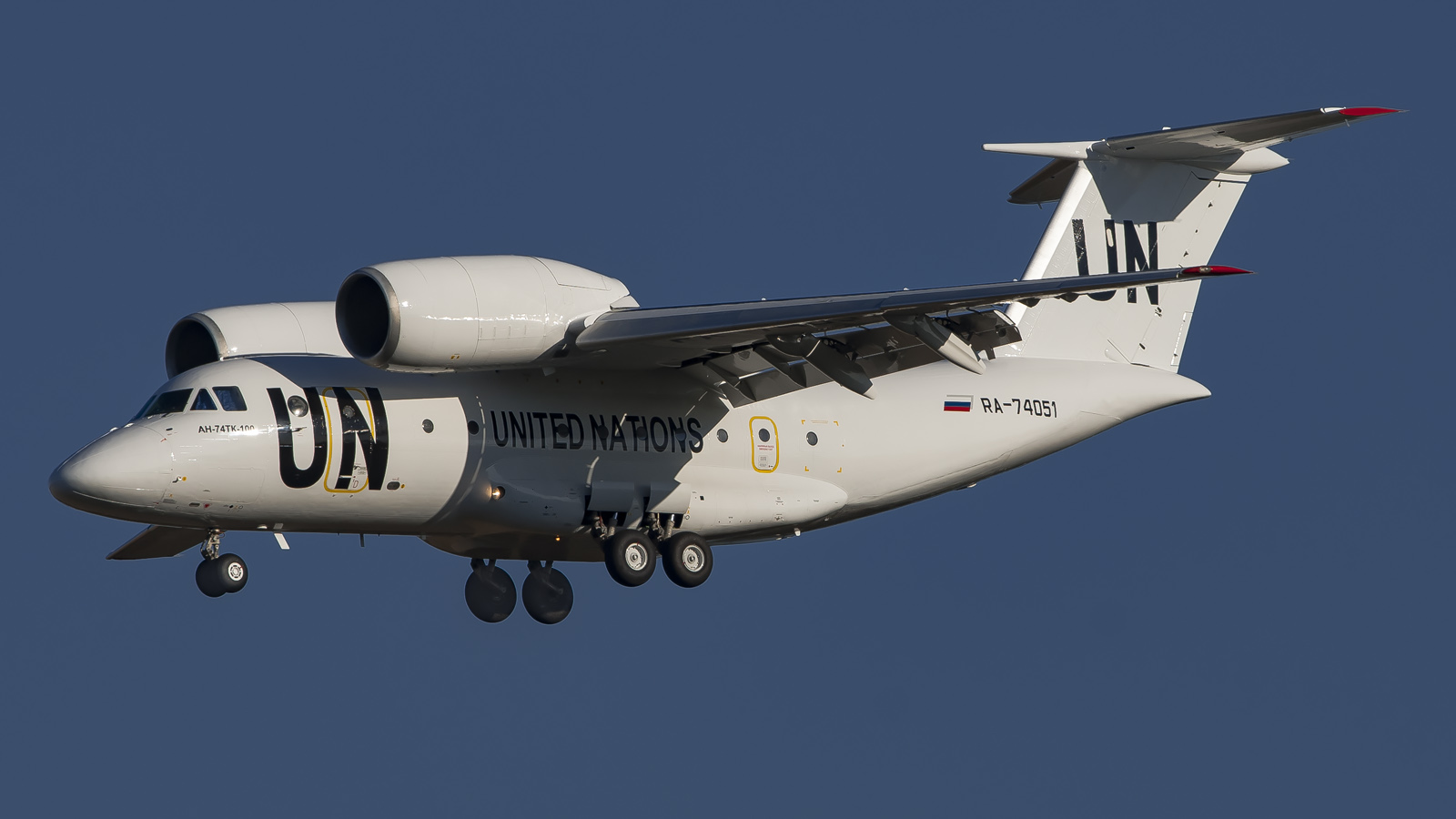
An-74TK-100
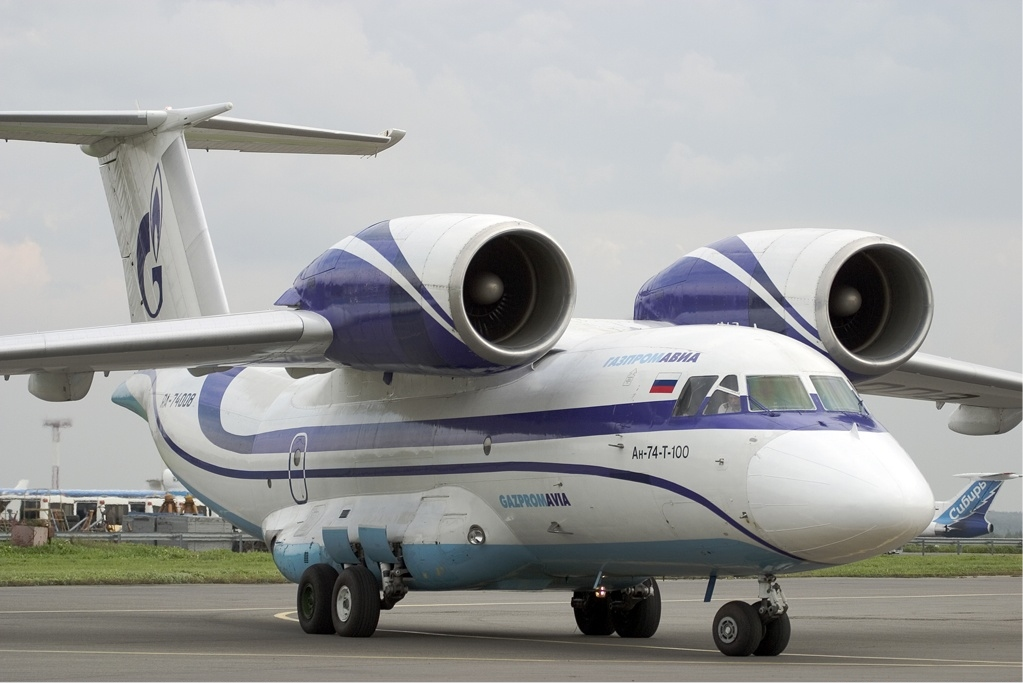
An-74-T-100
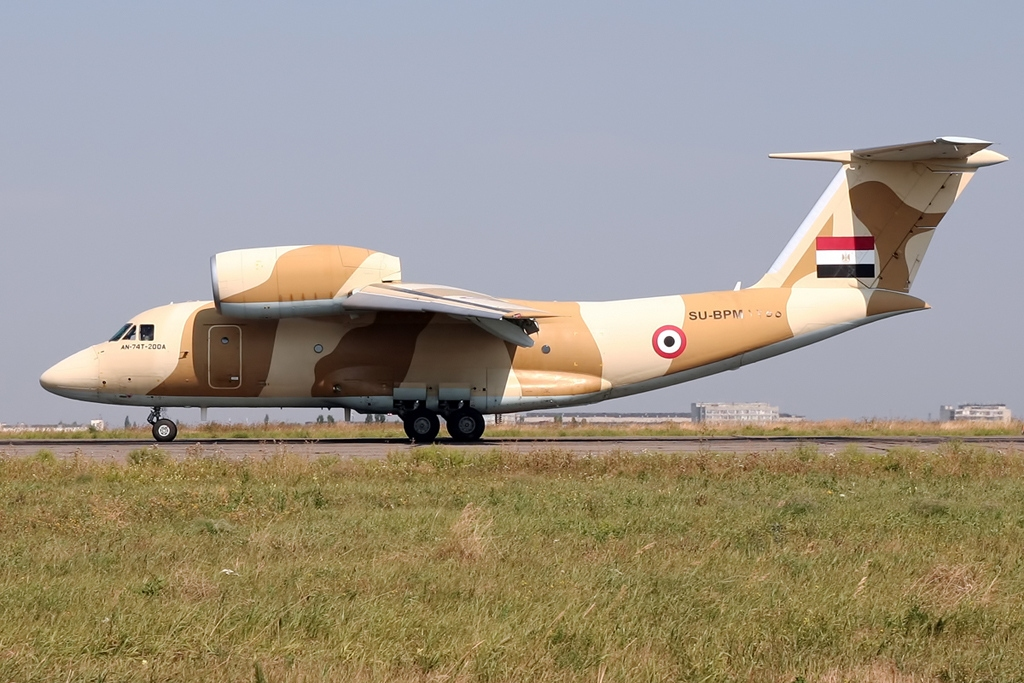
An-74-200
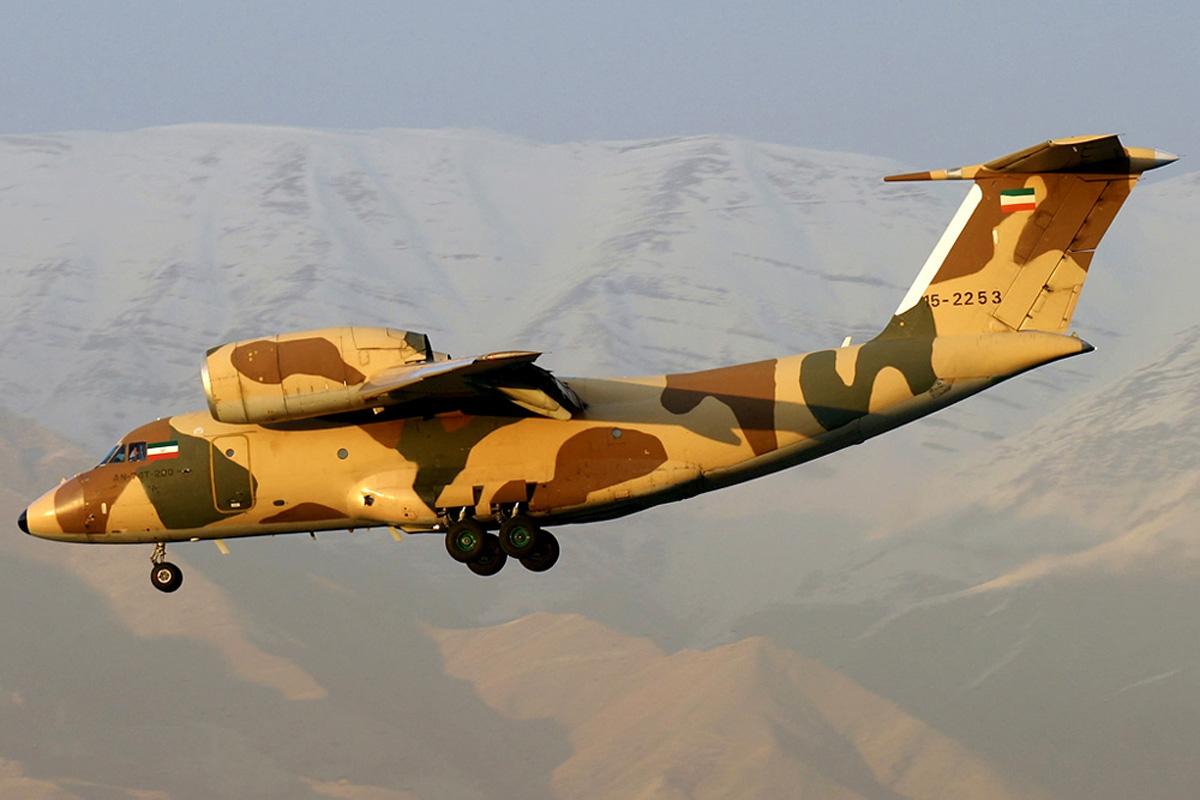
An-74TK-200
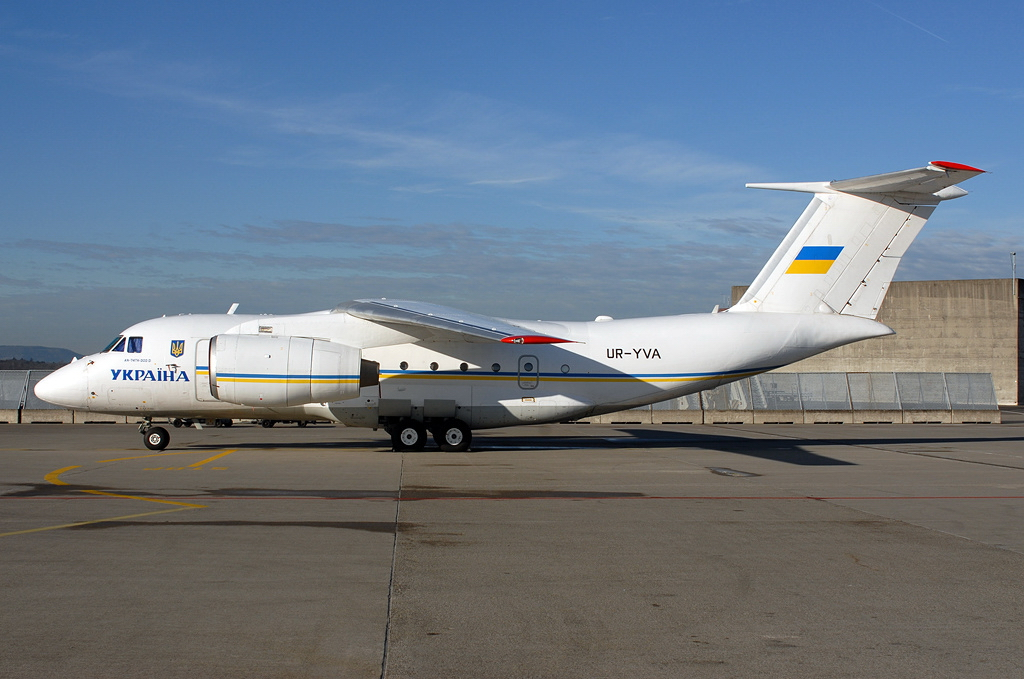
An-74TK-300D